# Phonologie suprasegmentale
La phonologie suprasegmentale, ou prosodie, étudie toute séquence sonore plus large que les phonèmes (comme la syllabe), ou toute réalité phonique surajoutée aux phonèmes (l'accentuation, l'intonation et le rythme).
La phonologie suprasegmentale est une des deux composantes de la phonologie, avec la phonologie segmentale.